# 디노 (가수)
디노(Dino, 본명: 이찬, 1999년 2월 11일 ~ )는 대한민국의 보이 그룹 세븐틴의 메인댄서, 래퍼를 맡고 있다.

## 학력
- 이리북초등학교 (졸업)
- 상봉중학교 (전학)
- 서울방송고등학교 방송콘텐츠과 (졸업)

## 음반 활동

### 작사
- 세븐틴 《17 CARAT 》 〈 Jam Jam 〉
- 세븐틴 《BOYS BE 》 〈 OMG 〉
- 세븐틴 < FML >

## 친한같은그룹멤버
- 승관(1살 형)
- 호시(3살 형, 친형같다고 말할정도로 친함)

## 가수 외 활동

### 방송
- 2015년 MBC MUSIC 《세븐틴 프로젝트 - 데뷔 대작전》
- 2015년 KBS2 《아이돌 전국 노래자랑》
- 2016년 MBC MUSIC 《세븐틴의 어느 멋진 날 - 13소년 표류기》
- 2017년 MBC MUSIC 《세븐틴의 어느 멋진 날 in JAPAN - 13소년 여행 타이쿤》
- 2022년 KBS2 《오케이 오케이》
- 2023년 TVN 《놀라운토요일》
- 2023년 유튜브 《나영석의 와글와글》
- 2024년 유튜브 《소통의 神》